# Codex Alimentarius
El Codex Alimentarius es una colección de normas, códigos de prácticas,  y otras recomendaciones reconocidas internacionalmente y publicadas por la Organización de las Naciones Unidas para la Agricultura y la Alimentación en relación con los alimentos, la producción de alimentos, el etiquetado de alimentos y la inocuidad de los alimentos.

## Historia y gobernanza
Su nombre se deriva del Codex Alimentarius Austriacus. Sus textos son desarrollados y mantenidos por la Comisión del Codex Alimentarius (CAC), un organismo establecido a principios de noviembre de 1961 por la Organización de las Naciones Unidas para la Agricultura y la Alimentación (FAO), al que se unió la Organización Mundial de la Salud (OMS) en junio de 1962. y celebró su primera sesión en Roma en octubre de 1963.
Los principales objetivos de la Comisión son proteger la salud de los consumidores, facilitar el comercio internacional y garantizar prácticas leales en el comercio internacional de alimentos.
El CAC es una organización intergubernamental; los Estados miembros de la FAO y la OMS envían delegaciones al CAC. En 2021, había 189 miembros del CAC (188 países miembros más una organización miembro, la Unión Europea (UE) y 239 observadores del Codex (59 organizaciones intergubernamentales, 164 organizaciones no gubernamentales y 16 organizaciones de las Naciones Unidas)

El CAC desarrolla normas alimentarias sobre la base de la evidencia científica proporcionada por los comités científicos de la FAO y la OMS; el más antiguo de ellos, el Comité Mixto FAO/OMS de Expertos en Aditivos Alimentarios (JECFA), se estableció en 1956 y es anterior al establecimiento del propio CAC. Según un estudio de 2013, las funciones principales de la CAC son:
...establecer estándares alimentarios internacionales para los aditivos alimentarios aprobados que proporcionen niveles máximos en los alimentos, límites máximos para contaminantes y toxinas, límites máximos de residuos para pesticidas y medicamentos veterinarios utilizados en animales veterinarios, y establecer normas de higiene y códigos de prácticas de funciones tecnológicas.
El CAC no tiene autoridad reguladora, y el Codex Alimentarius es una guía de referencia, no un estándar aplicable por sí mismo. Sin embargo, varias naciones adoptan el Codex Alimentarius en sus propias reglamentaciones, y la Organización Mundial del Comercio (OMC), para efectos de la inocuidad de los alimentos, se refiere a los códigos de prácticas sanitarias y fitosanitarias del Codex Alimentarius en el Acuerdo sobre la Aplicación de Medidas Sanitarias y Fitosanitarias (Acuerdo MSF) para los países miembros. El Codex Alimentarius es así un punto de referencia internacional para la resolución de disputas comerciales internacionales relacionadas con la seguridad alimentaria y la protección del consumidor. Muchos acuerdos comerciales bilaterales y multilaterales hacen referencia al Codex Alimentarius, adoptándolo como punto de referencia.

## Alcance
El Codex Alimentarius cubre todos los alimentos, ya sean procesados, semiprocesados o crudos. Además de las normas para alimentos específicos, el Codex Alimentarius contiene normas generales que abarcan cuestiones como el etiquetado de los alimentos, la higiene de los alimentos, los aditivos alimentarios y los residuos de plaguicidas, y los procedimientos para evaluar la seguridad de los alimentos derivados de la biotecnología moderna. También contiene directrices para la gestión de los sistemas oficiales, es decir gubernamentales, de inspección y certificación de importaciones y exportaciones de alimentos.
El Codex Alimentarius se publica en los seis idiomas oficiales de las Naciones Unidas: árabe, chino, inglés, francés, español y ruso. No todos los textos están disponibles en todos los idiomas.
A partir de 2017, la CAC tiene un total de 78 directrices, 221 normas para productos, 53 códigos de prácticas y 106 niveles máximos para contaminantes de los alimentos (de los cuales 18 cubrían contaminantes).

En una publicación de 2018, el CAC declaró que:
El Codex a veces ha sido criticado por su lentitud para completar su trabajo, pero desarrollar estándares alimentarios y compilarlos como un código que sea creíble y autorizado requiere una amplia consulta. También se necesita tiempo para recopilar y evaluar la información, para el seguimiento y la verificación y, en ocasiones, para encontrar un consenso que satisfaga las opiniones divergentes. En general, se tarda un promedio de 4.2 años en desarrollar una norma del Codex, y mucho menos para los LMR de plaguicidas o los niveles de aditivos alimentarios.

### Textos generales
- Etiquetado de alimentos (norma general, lineamientos sobre etiquetado nutricional, lineamientos sobre declaraciones de propiedades)
- Aditivos alimentarios (norma general que incluye usos autorizados, especificaciones para productos químicos de calidad alimentaria)
- Contaminantes en los alimentos (norma general, tolerancias para contaminantes específicos, incluidos radionucleidos, aflatoxinas y otras micotoxinas)
- Residuos de plaguicidas y productos químicos veterinarios en los alimentos (límites máximos de residuos)
- Procedimientos de evaluación de riesgos para determinar la seguridad de los alimentos derivados de la biotecnología (plantas modificadas con ADN, microorganismos modificados con ADN, alérgenos)
- Higiene de los alimentos (principios generales, códigos de prácticas higiénicas en industrias específicas o establecimientos de manipulación de alimentos, lineamientos para el uso del sistema de Análisis de Peligros y Puntos Críticos de Control o “HACCP”)
- Métodos de análisis y muestreo

### Normas específicas
- Productos cárnicos (carnes frescas, congeladas, procesadas y aves)
- Pescado y productos pesqueros (marinos, de agua dulce y acuicultura)
- Leche y productos lácteos
- Alimentos para usos dietéticos especiales (incluidos los preparados para lactantes y alimentos para bebés)
- Verduras frescas y procesadas, frutas y jugos de frutas
- Cereales y productos derivados, legumbres secas
- Grasas, aceites y productos derivados como la margarina
- Productos alimenticios varios (chocolate, azúcar, miel, agua mineral)

## Clasificación de suplementos y aditivos
En 1996, la delegación alemana, patrocinada por tres empresas farmacéuticas alemanas, presentó una propuesta para que no se vendiera ninguna hierba, vitamina o mineral con fines preventivos o terapéuticos, y que los suplementos se reclasificaran como medicamentos. La propuesta fue aceptada, pero las protestas detuvieron su implementación. El 28º período de sesiones de la Comisión del Codex Alimentarius se celebró posteriormente del 4 al 9 de julio de 2005. Entre los muchos temas discutidos estuvieron las Directrices para Complementos Alimenticios de Vitaminas y Minerales, que fueron adoptadas durante la reunión como nuevas directrices de seguridad global: Las directrices establecen que "... las personas deberían... teniendo en cuenta cualquier suplemento de vitaminas y minerales. En los casos en que la ingesta de la dieta sea insuficiente o cuando los consumidores consideren que su dieta requiere suplementos, los complementos alimenticios de vitaminas y minerales sirven para complementar la dieta diaria".
La Comisión del Codex Alimentarius (CAC) ha dicho que las Directrices piden "un etiquetado que contenga información sobre los niveles máximos de consumo de complementos alimenticios de vitaminas y minerales". La OMS también ha dicho que las Directrices "garantizan que los consumidores reciban los efectos beneficiosos para la salud de las vitaminas y los minerales".
En 2004, se observaron similitudes entre la Directiva sobre complementos alimenticios de la UE y el proyecto de directrices del Codex Alimentarius para complementos vitamínicos y minerales.

## Crítica
La Comisión Internacional para el Futuro de la Alimentación y la Agricultura de 2003, convocada por el político italiano Claudio Martini y presidida por la activista contra la globalización Vandana Shiva, emitió varios manifiestos, incluido el Manifiesto sobre el Futuro de la Alimentación, que sostenía que "las burocracias como la Organización Mundial del Comercio, el Banco Mundial, el Fondo Monetario Internacional y el Codex Alimentarius han codificado políticas diseñadas para servir los intereses de la agroindustria mundial por encima de todos los demás, mientras socavan activamente los derechos de los agricultores y consumidores".

## Teorías de conspiración infundadas
El Codex Alimentarius ha sido objeto de varias teorías de conspiración. Estos teorizan que es una agenda para el control de la población, una iniciativa del Gran Hermano anti-suplemento, en realidad establece la eugenesia, o un proceso para el establecimiento del Gobierno Mundial.